# 시암악어
시암악어 또는 샴악어(Crocodylus siamensis)는 동남아시아의 여러 국가 (인도네시아의 자와섬과 보르네오섬, 브루나이, 말레이시아, 라오스, 베트남, 캄보디아, 태국 등)가 원산지인 민물 악어이다. 남획과 서식지 상실로 많이 줄어들었으며, 몇몇 지역에서는 멸종되었다. 분포지역에 산개되어 사는 시암악어의 수를 합하면 5,000마리가 되며, 주로 태국에 종의 복원을 위해 악어농장이 세워져 운영되고 있다.
1. ↑  국가생물다양성센터. “Crocodylus siamensis  Schneider, 1801 샴악어”. 《국가 생물다양성 정보공유체계》.